# Grande Prêmio de Mônaco de 1989
Resultados do Grande Prêmio de Mônaco de Fórmula 1 realizado em Montecarlo em 7 de maio de 1989. Terceira etapa do campeonato, foi vencido pelo brasileiro Ayrton Senna, que subiu ao pódio junto a Alain Prost numa dobradinha da McLaren-Honda, com Stefano Modena em terceiro pela Brabham-Judd.

## Resumo

### Prost reclama, Senna balbucia
Duas semanas não foram suficientes para serenar os ânimos dentro da McLaren após o rumoroso Grande Prêmio de San Marino, prova que cindiu o time de Wokingː de um lado estava o bicampeão Alain Prost, há sete anos correndo ao volante das máquinas alvirrubras, e do outro o campeão Ayrton Senna, fomentado pela Honda há três anos, dois deles guiando para a equipe dirigida por Ron Dennis. "Senna não cumpriu sua palavra", afirmou o título de um artigo de Alain Prost no L'Auto-Journal. "Ayrton e eu tínhamos um acordo de cavalheiros, uma espécie de pacto de não agressão. Ora, o que aconteceu? Desde a primeira curva ele me atacou e tive de deixá-lo passar. Vocês me conhecem, nada me deixa com tanta raiva como isto. Deixei Ímola absolutamente furioso. Talvez com o tempo eu consiga esquecer".
Ao contrário do que sugere a última frase de seu texto, Alain Prost manteve o assunto em evidência, mesmo após os testes no Autódromo de Pembrey (País de Gales). "Nunca houve, nem nunca haverá, ordens de equipe para privilegiar este ou aquele piloto. O que acontecem em Imola foi que Prost e Senna fizeram seus próprios acordos, por questões de segurança, estabelecendo que quem fizesse a melhor largada deveria tomar a primeira curva sem ser atacado", afirmou Ron Dennis. "No futuro, eu tomarei parte de qualquer acordo que os pilotos venham a fazer", proclamou o dirigente britânico em meio a garantias de equidade no tratamento dispensado aos seus pilotos no decorrer do ano.
Responsável pela atitude que gerou tanta celeuma, Ayrton Senna admitiu a existência de um acerto com o rival, no entanto foi evasivo quanto a intenção de rompê-lo. "Acordos entre nós aconteceram várias vezes ano passado, sem problemas. O que houve desta vez foi uma má interpretação, da minha parte e da parte dele, sobre o que foi tratado". Sobre a convívio com Prost, Senna foi taxativoː "Nosso relacionamento é mais profissional e menos tenso do que no ano passado".

### Algo mudou nos últimos dias
Que os pilotos da McLaren firmaram um acordo, não há dúvida, assim como não há quem conteste o direito de Alain Prost ao esperneio após a "interpretação casuística" feita por Ayrton Senna, todavia o incidente de Ímola parecia sob controle, guardadas as devidas proporções. Entre as sessões de treinos em Montecarlo, contudo, algo mudouː o francês foi visto conversando com um amigo, o jornalista Johnny Rives, e logo depois o L'Équipe publicou uma entrevista onde o bicampeão mundial expôs os bastidores de Pembrey. "Diante de John Hogan, da Marlboro, decidimos que quem estivesse atrás não arriscaria a ultrapassagem antes da primeira curva. Ele não respeitou o acordo, nem pode alegar má interpretação. John Hogan estava lá". Divulgadas antes do classificatório de sábado, as declarações de Prost vieram a público depois de Senna dar o caso de Ímola como encerrado, mas o ressurgimento do assunto deu-se de forma crua, pois o brasileiro foi descrito como "desonesto" em razão de sua ultrapassagem na corrida anterior. "Só depois de muita insistência por parte de Ron Dennis, ele cedeu. Ayrton liberou sua culpa e chegou a chorar. Incrível, não?", arrematou Prost ao confirmar seu rompimento com Senna.
Rompido o frágil armistício vigente na McLaren, Ayrton Senna sentiu-se livre para responder ao seu novo inimigo figadal e o fez ao conquistar sua sexta pole position em sequência ao final do treino classificatório de sábado. "Não há mais acordo com ele. Agora, cada um para si. Que vença o melhor".

### Na pista, tudo continuou igual
Quando foi à pista na quinta-feira, Alain Prost foi o mais rápido no treino livre realizado pela manhã e manteve-se em primeiro no treino classificatório disputado à tarde até que Ayrton Senna usou um jogo novo de pneus e o superou. O terceiro lugar de Nigel Mansell não surpreendeu ninguém, mas a decisão da Ferrari de correr com apenas um carro, sim. Ainda convalescendo do acidente sofrido em Ímola, Gerhard Berger esteve no paddock e comentará o Grande Prêmio de Mônaco para a televisão austríaca. De volta ao treino, o quarto lugar de Thierry Boutsen deixou o piloto da Williams à frente de duas surpresasː a quinta posição da AGS de Gabriele Tarquini e a sexta marca da Arrows de Derek Warwick.
No dia seguinte, Ayrton Senna bateu o recorde da pista e confirmou a pole position deixando Alain Prost ao seu lado numa fila exclusiva da McLaren. Aproveitando a força do motor Renault V10, Thierry Boutsen subiu para terceiro com a Williams, mas nada foi capaz de igualar a proeza de Martin Brundle que, oriundo da pré-classificação, ficou em quarto lugar com a Brabham, superando a Ferrari do "leão" Nigel Mansell e a Arrows do não menos resiliente, Derek Warwick. Melhor italiano no grid, Riccardo Patrese sairá em sétimo com a Williams próximo da Brabham de Stefano Modena, enquanto a Dallara colocou Alex Caffi e Andrea de Cesaris na quinta fila. Completando a "festa dos pequenos", a Coloni festejava a classificação de Pierre-Henri Raphanel e Roberto Moreno, embora o câmbio tenha alijado ambos da prova no domingo. "Vai ser quase impossível ultrapassar um McLaren com Senna no volante", declarou Prost aos repórteres. "O piloto não pode perder a concentração em nenhum momento. Eu mesmo aprendi isso no ano passado", respondeu o brasileiro ao rememorar seu fiasco no Grande Prêmio de Mônaco de 1988.
As luzes de largada demoraram a acender e com isso Derek Warwick deixou sua Arrows "morrer" no grid enquanto Maurício Gugelmin sofreu um destino ainda pior, afinal sua March quebrou o câmbio obrigando-o a largar dos boxes com um carro reserva não ajustado para as ruas do principado, enquanto Riccardo Patrese também viu seu carro falhar, obrigando o italiano da Williams a largar na última posição. Quando os bólidos partiram, Senna manteve a liderança tendo Prost atrás de si, sendo que nas primeiras quatorze voltas a diferença entre eles girava em torno de meio segundo, contudo o líder da prova exigiu demais de seus pneus e viu-se forçado a diminuir o ritmo para não sucumbir a um ataque de seu colega de equipe por desgaste prematuro de seus compostos, enquanto a Williams de Thierry Boutsen figurava em terceiro lugar, com Nigel Mansell, Martin Brundle e Andrea de Cesaris (que ultrapassara Derek Warwick no terceiro giro da prova) fechando o grupo dos mais bem colocados.
Estreito, o Circuito de Mônaco não permitia ultrapassagens, razão pela qual outros fatores mudaram o rumo das coisasː sofrendo com problemas na asa traseira, Boutsen quase saiu da pista na curva da Tabacaria e foi obrigado a parar nos boxes suspeitando de um pneu furado. Inabaláveis à frente, os pilotos da McLaren viram a diferença aumentar entre eles dado o maior arrojo de Senna ao ultrapassar os retardatários a partir da vigésima primeira volta. Neste ínterim, o carro do brasileiro perdeu a primeira marcha e também a segunda, obrigando-o a desgastar a embreagem devido à necessidade de frear com mais força, torcendo, ainda, para que o câmbio resistisse. Prost, contudo, não teve oportunidade de perceber as vulnerabilidades do rival graças aos dez segundos perdidos quando tentava ultrapassar a  Ligier de René Arnoux, seu compatriota e rival desde os tempos da extinta equipe Renault.
Vítima do câmbio, Nigel Mansell abandonou na trigésima volta, algum tempo depois de ser ultrapassado pela Brabham de Martin Brundle, mas pior que a sina do "leão" da Ferrari foi a de Nelson Piquetː retardatário devido ao péssimo rendimento da Lotus, o tricampeão foi atingido pela Dallara de Andrea de Cesaris na volta trinta e dois. Quarto colocado naquele momento, o italiano contornou a curva Loews e queria fazer ali a ultrapassagem, contudo o brasileiro não esperava tal manobra naquele local e assim eles bateram, obrigando quem vinha atrás a desviar do ferro-velho, manobra que custou vinte segundos a Alain Prost. Neste momento, a diferença em favor de Ayrton Senna passava dos trinta e seis segundos, mas a falta de aceleração nas saídas de curva preocupava o líder da prova e por isso Senna acelerava nos trechos de alta velocidade apesar do mau estado de seu carro, tudo para ludibriar Prost e impedi-lo de atacar e assumir a liderança, embora o francês tenha marcado a volta mais rápida da corrida nesse meio-tempo. A equipe de Ron Dennis manteve suas posições ao longo da porfia, mas o terceiro lugar mudaria de mãos pela quarta vez no dia quando Martin Brundle foi obrigado a parar nos boxes para trocar uma bateria defeituosa, apesar disso quem herdou a posição foi Stefano Modena, o outro piloto da Brabham.
Em certo momento da prova, a diferença de Ayrton Senna sobre Alain Prost era superior a um minuto, contudo o brasileiro reduziu o seu ritmo e venceu com cinquenta e dois segundos de vantagem sobre o rival ao cabo de quase duas horas de pilotagem. Como o clima entre ele e Alain Prost não era cordial, a cerimônia de premiação foi fria e protocolar, sem sorrisos. Houve alguma descontração apenas quando o brasileiro derramou grande quantidade de champanhe sobre seu mais poderoso rival. Enquanto isso, Stefano Modena, vivenciava o primeiro pódio de sua carreira e também o último dos 124 conquistados pela Brabham. Atrás dele terminaram Alex Caffi, guiando uma Dallara e Michele Alboreto com o novo chassis da Tyrrell, cabendo a Martin Brundle a proeza de um sexto lugar com a outra Brabham quando Ivan Capelli quebrou o motor Judd da March a quatro voltas para o final da corrida.

### Inspeção confirma o resultado
Conhecidos os resultados na pista, restava o veredicto dos comissários da FISA, desconfiados das medidas do aerofólio traseiro nos carros de Senna e Prost. Felizmente não impuseram qualquer sanção ao time de Woking, embora tenham atrasado por quatro horas a certificação da prova. "Não eram os carros que estavam fora do regulamento, e sim um pequeno problema de depressão no piso do local onde estavam sendo medidos. Logo que mudaram de local, os técnicos constataram que tudo estava certo", afirmou Senna em um comunicado distribuído à imprensa pelo empresário Armando Botelho.
Ayrton Senna e Alain Prost dividiam o primeiro lugar na tabela com 18 pontos cada, mas a liderança do mundial de pilotos cabia ao brasileiro por duas vitórias no campeonato contra nenhuma de seu adversário; entre os construtores, a McLaren liderava com 36 pontos. Nigel Mansell e a Ferrari eram os vice-líderes nas respectivas categorias graças aos nove pontos obtidos com a vitória no Grande Prêmio do Brasil.

## Classificação

### Pré-classificação
| Pos. | N.º | Piloto                | Construtor      | Tempo    | Dif.    |
| ---- | --- | --------------------- | --------------- | -------- | ------- |
| 1    | 8   | Stefano Modena        | Brabham-Judd    | 1:26.957 | —       |
| 2    | 21  | Alex Caffi            | Dallara-Ford    | 1:27.098 | + 0.141 |
| 3    | 32  | Pierre-Henri Raphanel | Coloni-Ford     | 1:27.590 | + 0.633 |
| 4    | 7   | Martin Brundle        | Brabham-Judd    | 1:27.774 | + 0.817 |
| 5    | 18  | Piercarlo Ghinzani    | Osella-Ford     | 1:27.795 | + 0.838 |
| 6    | 36  | Stefan Johansson      | Onyx-Ford       | 1.27.821 | + 0.864 |
| 7    | 17  | Nicola Larini         | Osella-Ford     | 1:28.555 | + 1.598 |
| 8    | 34  | Bernd Schneider       | Zakspeed-Yamaha | 1:28.610 | + 1.653 |
| 9    | 37  | Bertrand Gachot       | Onyx-Ford       | 1:28.897 | + 1.940 |
| 10   | 33  | Gregor Foitek         | EuroBrun-Judd   | 1:29.423 | + 2.466 |
| 11   | 39  | Volker Weidler        | Rial-Ford       | 1:29.498 | + 2.541 |
| 12   | 35  | Aguri Suzuki          | Zakspeed-Yamaha | 1:30.528 | + 2.571 |
| 13   | 41  | Joachim Winkelhock    | AGS-Ford        | 1:32.274 | + 4.317 |

### Treinos classificatórios
| Pos.    | N.º | Piloto                | Construtor       | Q1        | Q2       | Grid    |
| ------- | --- | --------------------- | ---------------- | --------- | -------- | ------- |
| 1       | 1   | Ayrton Senna          | McLaren-Honda    | 1:24.126  | 1:22.308 | —       |
| 2       | 2   | Alain Prost           | McLaren-Honda    | 1:24.671  | 1:23.456 | + 1.148 |
| 3       | 5   | Thierry Boutsen       | Williams-Renault | 1:25.540  | 1:24.332 | + 2.024 |
| 4       | 7   | Martin Brundle        | Brabham-Judd     | 1:26.970  | 1:24.580 | + 2.272 |
| 5       | 27  | Nigel Mansell         | Ferrari          | 1:25.363  | 1:24.735 | + 2.427 |
| 6       | 9   | Derek Warwick         | Arrows-Ford      | 1:26.606  | 1:24.791 | + 2.483 |
| 7       | 6   | Riccardo Patrese      | Williams-Renault | 1:27.138  | 1:25.021 | + 2.713 |
| 8       | 8   | Stefano Modena        | Brabham-Judd     | 1:27.598  | 1:25.086 | + 2.778 |
| 9       | 21  | Alex Caffi            | Dallara-Ford     | 1:27.894  | 1:25.481 | + 3.173 |
| 10      | 22  | Andrea de Cesaris     | Dallara-Ford     | 1:26.617  | 1:25.515 | + 3.207 |
| 11      | 23  | Pierluigi Martini     | Minardi-Ford     | 1:28.469  | 1:26.288 | + 3.980 |
| 12      | 4   | Michele Alboreto      | Tyrrell-Ford     | Sem tempo | 1:26.388 | + 4.080 |
| 13      | 40  | Gabriele Tarquini     | AGS-Ford         | 1:26.603  | 1:26.422 | + 4.114 |
| 14      | 15  | Maurício Gugelmin     | March-Judd       | 1:28.917  | 1:26.522 | + 4.214 |
| 15      | 19  | Alessandro Nannini    | Benetton-Ford    | 1:28.608  | 1:26.599 | + 4.291 |
| 16      | 26  | Olivier Grouillard    | Ligier-Ford      | 1:27.040  | 1:26.792 | + 4.484 |
| 17      | 30  | Philippe Alliot       | Lola-Lamborghini | 1:26.975  | 1:26.857 | + 4.549 |
| 18      | 32  | Pierre-Henri Raphanel | Coloni-Ford      | 1:30.264  | 1:27.011 | + 4.703 |
| 19      | 11  | Nelson Piquet         | Lotus-Judd       | 1:29.047  | 1:27.046 | + 4.738 |
| 20      | 10  | Eddie Cheever         | Arrows-Ford      | 1:28.461  | 1:27.117 | + 4.809 |
| 21      | 25  | René Arnoux           | Ligier-Ford      | 1:30.003  | 1:27.182 | + 4.874 |
| 22      | 16  | Ivan Capelli          | March-Judd       | 1:29.800  | 1:27.302 | + 4.994 |
| 23      | 3   | Jonathan Palmer       | Tyrrell-Ford     | 1:29.151  | 1:27.452 | + 5.144 |
| 24      | 20  | Johnny Herbert        | Benetton-Ford    | 1:29.661  | 1:27.706 | + 5.398 |
| 25      | 31  | Roberto Moreno        | Coloni-Ford      | 1:30.209  | 1:27.721 | + 5.413 |
| 26      | 24  | Luis Pérez-Sala       | Minardi-Ford     | 1:28.886  | 1:27.786 | + 5.478 |
| 27      | 38  | Christian Danner      | Rial-Ford        | 1:28.737  | 1:27.910 | + 5.602 |
| 28      | 29  | Yannick Dalmas        | Lola-Lamborghini | 1:29.794  | 1:27.946 | + 5.638 |
| 29      | 12  | Satoru Nakajima       | Lotus-Judd       | 1:28.568  | 1:28.419 | + 6.111 |
| Fontes: |     |                       |                  |           |          |         |

### Corrida
| Pos.    | N.º | Piloto                | Construtor       | Voltas | Tempo/Diferença  | Grid | Pontos |
| ------- | --- | --------------------- | ---------------- | ------ | ---------------- | ---- | ------ |
| 1       | 1   | Ayrton Senna          | McLaren-Honda    | 77     | 1:53:33.251      | 1    | 9      |
| 2       | 2   | Alain Prost           | McLaren-Honda    | 77     | + 52.529         | 2    | 6      |
| 3       | 8   | Stefano Modena        | Brabham-Judd     | 76     | + 1 volta        | 8    | 4      |
| 4       | 21  | Alex Caffi            | Dallara-Ford     | 75     | + 2 voltas       | 9    | 3      |
| 5       | 4   | Michele Alboreto      | Tyrrell-Ford     | 75     | + 2 voltas       | 12   | 2      |
| 6       | 7   | Martin Brundle        | Brabham-Judd     | 75     | + 2 voltas       | 4    | 1      |
| 7       | 10  | Eddie Cheever         | Arrows-Ford      | 75     | + 2 voltas       | 20   |        |
| 8       | 19  | Alessandro Nannini    | Benetton-Ford    | 74     | + 3 voltas       | 15   |        |
| 9       | 3   | Jonathan Palmer       | Tyrrell-Ford     | 74     | + 3 voltas       | 23   |        |
| 10      | 5   | Thierry Boutsen       | Williams-Renault | 74     | + 3 voltas       | 3    |        |
| 11      | 16  | Ivan Capelli          | March-Judd       | 73     | Motor            | 22   |        |
| 12      | 25  | René Arnoux           | Ligier-Ford      | 73     | + 4 voltas       | 21   |        |
| 13      | 22  | Andrea de Cesaris     | Dallara-Ford     | 73     | + 4 voltas       | 10   |        |
| 14      | 20  | Johnny Herbert        | Benetton-Ford    | 73     | + 4 voltas       | 24   |        |
| 15      | 6   | Riccardo Patrese      | Williams-Renault | 73     | + 4 voltas       | 7    |        |
| Ret     | 24  | Luis Pérez-Sala       | Minardi-Ford     | 48     | Superaquecimento | 26   |        |
| Ret     | 40  | Gabriele Tarquini     | AGS-Ford         | 46     | Pane elétrica    | 13   |        |
| Ret     | 31  | Roberto Moreno        | Coloni-Ford      | 44     | Câmbio           | 25   |        |
| Ret     | 30  | Philippe Alliot       | Lola-Lamborghini | 38     | Motor            | 17   |        |
| Ret     | 15  | Maurício Gugelmin     | March-Judd       | 36     | Motor            | 14   |        |
| Ret     | 11  | Nelson Piquet         | Lotus-Judd       | 32     | Colisão          | 19   |        |
| Ret     | 27  | Nigel Mansell         | Ferrari          | 30     | Câmbio           | 5    |        |
| Ret     | 32  | Pierre-Henri Raphanel | Coloni-Ford      | 19     | Câmbio           | 18   |        |
| Ret     | 26  | Olivier Grouillard    | Ligier-Ford      | 4      | Câmbio           | 16   |        |
| Ret     | 23  | Pierluigi Martini     | Minardi-Ford     | 3      | Embreagem        | 11   |        |
| Ret     | 9   | Derek Warwick         | Arrows-Ford      | 2      | Pane elétrica    | 6    |        |
| DNQ     | 38  | Christian Danner      | Rial-Ford        |        |                  |      |        |
| DNQ     | 29  | Yannick Dalmas        | Lola-Lamborghini |        |                  |      |        |
| DNQ     | 12  | Satoru Nakajima       | Lotus-Judd       |        |                  |      |        |
| DNPQ    | 18  | Piercarlo Ghinzani    | Osella-Ford      |        |                  |      |        |
| DNPQ    | 36  | Stefan Johansson      | Onyx-Ford        |        |                  |      |        |
| DNPQ    | 17  | Nicola Larini         | Osella-Ford      |        |                  |      |        |
| DNPQ    | 34  | Bernd Schneider       | Zakspeed-Yamaha  |        |                  |      |        |
| DNPQ    | 37  | Bertrand Gachot       | Onyx-Ford        |        |                  |      |        |
| DNPQ    | 33  | Gregor Foitek         | EuroBrun-Judd    |        |                  |      |        |
| DNPQ    | 39  | Volker Weidler        | Rial-Ford        |        |                  |      |        |
| DNPQ    | 35  | Aguri Suzuki          | Zakspeed-Yamaha  |        |                  |      |        |
| DNPQ    | 41  | Joachim Winkelhock    | AGS-Ford         |        |                  |      |        |
| Fontes: |     |                       |                  |        |                  |      |        |

## Tabela do campeonato após a corrida
| Pos.    | Piloto            | Pontos |
| ------- | ----------------- | ------ |
| 1       | Ayrton Senna      | 18     |
| 2       | Alain Prost       | 18     |
| 3       | Nigel Mansell     | 9      |
| 4       | Alessandro Nanini | 5      |
| 5       | Mauricio Gugelmin | 4      |
| Fontes: |                   |        |

| Pos.    | Construtor    | Pontos |
| ------- | ------------- | ------ |
| 1       | McLaren-Honda | 36     |
| 2       | Ferrari       | 9      |
| 3       | Benetton-Ford | 8      |
| 4       | Brabham-Judd  | 5      |
| 5       | March-Judd    | 4      |
| Fontes: |               |        |

- Nota: Somente as primeiras cinco posições estão listadas. Entre 1981 e 1990 cada piloto podia computar onze resultados válidos por temporada não havendo descartes no mundial de construtores.